# Robert Hübner
Robert Hübner (hoặc phiên âm Robert Huebner) (6 tháng 11 năm 1948 tại Köln, Tây Đức – 5 tháng 1 năm 2025) là một đại kiện tướng cờ vua người Đức, nhà viết sách cờ và nhà nghiên cứu văn bản trên giấy cói (chuyên gia về nghiên cứu chữ tượng hình Ai Cập cổ). Ông từng xếp thứ 3 trên bảng xếp hạng của FIDE vào tháng 7 năm 1981 với mức Elo đỉnh cao là 2640 , được đánh giá là kỳ thủ Đức xuất sắc nhất kể từ sau Emanuel Lasker.

## Sự nghiệp thi đấu
Về cờ vua, kĩ thuật của Hübner được đánh giá là hiệu quả và không khoan nhượng. Tuy nhiên, cuộc đua tới chức vô địch thế giới của Hübner đã thất bại bởi những lần rút lui của ông và một trận thua tiebreak kỳ lạ. Ông rút khỏi trận tứ kết năm 1971 với Tigran Petrosian sau cuộc tranh cãi gay gắt về điều kiện thi đấu. Ông cũng rút lui khỏi trận đấu chọn ứng cử viên với Viktor Korchnoi năm 1980. Cuối cùng, ông đã thua trong trận tứ kết năm 1983 với Vasily Smyslov trong ván tie break do việc phân định thắng thua bằng bàn quay roulette.
Hübner đạt đến đỉnh cao phong độ vào cuối thập kỷ 1970 và đầu những năm 1980. Ông tham gia nhiều giải đấu mạnh như Tilburg năm 1978 và Montréal năm 1979 (The Tournament of Stars - Giải đấu của các ngôi sao), thi đấu cùng Anatoly Karpov, Mikhail Tal và Jan Timman. Ông đồng vô địch với Ljubomir Ljubojević tại Linares năm 1985. Hiện 
Hübner vẫn tham gia các giải đấu quốc tế.
Đóng góp của Hübner trong lĩnh vực về lý thuyết cờ bao gồm nghiêm cứu về các nhà vô địch thế giới và mở rộng phân tích về các thiên tài cờ vua thế kỷ 19. Những đóng góp gần đây của ông gồm các nghiên cứu và phân tích chi tiết về các ván đấu của những nhà vô địch thế giới, đặc biệt là Bobby Fischer và Aleksandr Alekhin.
Hübner làm trợ lý cho Nigel Short trong trận tranh ngôi vô địch thế giới với Garry Kasparov năm 1993. Năm 2000 ông cùng đội tuyển cờ vua Đức giành huy chương bạc tại Olympiad cờ vua lần thứ 34 tại Istanbul.
Hübner đạt danh hiệu kiện tướng quốc tế năm 1969 và đại kiện tướng năm 1971.
Tên ông được đặt cho biến Hübner của khai cuộc phòng thủ Nimzo-Ấn Độ (1.d4 Nf6 2.c4 e6 3.Nc3 Bb4 4.e3 c5).
Ngoài ra, Hübner còn là một trong những kỳ thủ cờ tướng tài năng không phải người Trung Quốc , từng giành hạng ba Phi Hoa Việt duệ (giải cho kỳ thủ không phải người Hoa và người Việt) tại giải vô địch cờ tướng thế giới.

## Một số ván đấu tiêu biểu
- Robert James Fischer gặp Robert Hübner, Giải Palma de Mallorca 1970, phòng thủ Caro-Kann: biến Breyer (B10), ½ - ½ Một ván đấu kịch tính với phương án tấn công tốt trung tâm để đấu với Robert Fischer.
- Robert Hübner gặp Raymond Keene, Vienna (Áo) 1972, phòng thủ hiện đại: biến Fianchetto tốt cánh vua (B06), 1-0 Trắng gây sức ép lên vị trí vua đen để giành thắng lợi.